# Kiltsi
Kiltsi är en ort i Estland. Den ligger i Väike-Maarja kommun och landskapet Lääne-Virumaa, i den centrala delen av landet, 90 km öster om huvudstaden Tallinn. Kiltsi ligger 98 meter över havet och antalet invånare är 275.
Terrängen runt Kiltsi är platt. Runt Kiltsi är det glesbefolkat, med 11 invånare per kvadratkilometer. Närmaste större samhälle är Väike-Maarja, 6,4 km nordost om Kiltsi. I omgivningarna runt Kiltsi växer i huvudsak blandskog.